# Yokan
«Yokan» (яп. 予感; укр. передчуття) — сингл гурту Dir En Grey випущений 14 липня 1999 року. Другий трек є ремікс версію попереднього синглу, «Cage». Він був використаний як завершення японської дорами «Woman Doctor».

## Трекліст
Автор слів Kyo. 
| #  | Назва                                 | Автор музики | Тривалість |
| -- | ------------------------------------- | ------------ | ---------- |
| 1. | «Yokan» (яп. 予感)                    | Die          | 4:41       |
| 2. | «Cage (＊Mix)» (remix by Кріс Вренна) | Kaoru        | 5:21       |

## Персоналії
- Dir En Grey
  - Kyo — вокал, лірика
  - Kaoru — гітара
  - Die — гітара
  - Toshiya — бас-гітара
  - Shinya — барабани
- Yoshiki Hayashi — музичний продюсер
- Ерік Уестфолл — звукозапис
- Юдзі Сугіяма — міксинг
- Білл Кеннкді — міксинг
- Кріс Вренна — реміксинг, музичний продюсер